# Ла Палацина (Олбија-Темпио)
Ла Палацина је насеље у Италији у округу Сасари, региону Сардинија.
Према процени из 2011. у насељу је живело 214 становника. Насеље се налази на надморској висини од 79 м.